# Myrobalaner
Myrobalaner är garvämnesrika frukter från i första hans syd- och östasiatiska träd av släktet Terminalia, som tillhör familjen Combretaceae (Tropikmandelväxter) bland de myrtenartade växterna.

## Användning
Extrakt från omogna frukter används för garvning. Omogna, kärva frukter (även kallade myrobalans) av två arter av Terminalia (familjen Tropikmandelväxter) är en källa till tanniner.
Mogna frukter är ätliga och välsmakande. Phyllanthus emblic (emblic eller myrobalan, familjen Euphorbiaceae) ger en köttig, rund frukt, ca 2,5 cm i diameter, som används för att göra konserver av i tropiska Asien. Prunus cerasifera (myrobalanplommon eller körsbärsplommon) producerar ätbar frukt men värderas mer som ympningsstam eller som prydnadsväxt.